# Гурська Ольга Сергіївна
Ольга Сергіївна Гурська-Крюкова (18 березня 1902, Коренево — 19 квітня 1975, Буенос-Айрес) — українська художниця. Дружина художника Бориса Крюкова.

## Біографія
Ольга Сергіївна Гурська народилася 18 березня 1902 року в Коренево на Курщині (Російська імперія), по батьківській лінії походила зі старої польської шляхти. Напівлегендарний прапредок роду Гурських, чеський лицар Ярослав, 1241 року під Оломоуцем полонив татарського провідника на ім'я Пера — і тим зупинив дальше просування татар на Захід. За це він дістав від короля Вацлава герб Штернберґ («Зоряна гора»), призначений для нього та його нащадків. В Україні прізвище «Гурські» вперше зафіксоване під час Переяславської Ради: священик Гурський піднімав заколот проти Богдана Хмельницького, щоб не допустити підписання угоди з Москвою.
1919 року Ольга Гурська закінчила київську Фундуклеївську жіночу гімназію, а 1929 року — Київський художній інститут, здобувши звання «художника-станковіста». 1933 року одружилася з відомим художником Борисом Крюковим. 1943 року виїхала з родиною до Львова, потім до Кракова, нарешті до Ґмундена (Австрія), а звідти емігрувала до Аргентини й оселилась у Буенос-Айресі (1948). Померла 19 квітня 1975 року в Буенос-Айресі.

## Творчість
Випробувавши за років навчання в Київському художньому інституті багато мистецьких напрямків (формалізм, конструктивізм, навіть кубізм — залежно від уподобань того чи іншого професора), зупинилася на манері, яку можна окреслити як постімпресіонізм. Малювала виключно олійними фарбами.
Залюбки малювала квіти, пейзажі, однак найбільшої майстерності досягла в мистецтві портрета. Як зазначив Ігор Качуровський, портрет був для неї не лише відтворенням певних рис людини, а й насамперед — розкриттям індивідуальної психіки. Найвдаліші — жіночі портрети Ольги Гурської: її матері, доньки, Тересіти Посьєлльо, Лідії Макарухи, Лариси Бандури, два автопортрети; чоловічі: Гейно Цернаска, Миколи Голодека [Архівовано 3 лютого 2017 у Wayback Machine.], Челестіно Кампіґотто та ін.

Ольга Гурська. Пейзаж. П., о. Ґмунден, 1946
Ольга Гурська. Автопортрет. П., о. Буенос-Айрес, 1963
Ольга Гурська. Портрет доньки. П., о. Буенос-Айрес, бл. 1963
Ольга Гурська. Гвоздики. Репродукція з жіночого журналу «Para Ti» («Для тебе»). Буенос-Айрес, 1966Ольга Гурська. Гвоздики. Репродукція з жіночого журналу «Para Ti» («Для тебе»). Буенос-Айрес, 1966
Ольга Гурська. Портрет Лариси Бандури. П., о. Буенос-Айрес, 1972
Ольга Гурська. Портрет Тересіти Посьєлльо. П., о. Буенос-Айрес, 1972

Жанрово-тематична обмеженість творчого доробку Ольги Гурської — натюрморти, пейзажі, портрети, в яких немає жодного естетичного негативу, — дозволяє говорити про те, що художниці був властивий (беручи літературознавчий термін) ескапізм — прагнення до втечі від реальності (від ісп. escapar — тікати): адже вона бачила навколо себе не лише прекрасну природу і прекрасних жінок — їй довелося пережити і голодні пореволюційні роки, і війну, й еміграційні злидні. Зрештою, це було властиве мало не всім українським митцям, які опинилися на Заході: еміграція — втеча в житті — тягла за собою ескапізм — втечу в мистецтві.
Загалом, мистецька місія Ольги Гурської полягала у продовженні традиції українського імпресіоністичного малярства, плеканої в Київському художньому інституті, і перенесенні її на Захід — у Латинську Америку — до Аргентини.

## Виставки
В УРСР Ольга Гурська брала участь лише в колективних виставках.
Активну виставкову діяльність провадила на еміграції. 1947 року взяла участь у колективній виставці художників Верхньої Австрії (Лінц), де мала великий успіх у критики. Також долучилася до кількох виставок українських мистців у Зальцбурзі.
У Буенос-Айресі майже щороку виставлялася в центральних галереях та малювала на замовлення.
На запрошення уряду провінції Буенос-Айрес відбулася її індивідуальна виставка в мистецькому салоні готелю «Провінсіяль» у Мар-дель-Плята (курортне місто над Атлантичним океаном).
Живучи в Аргентині, художниця виставлялася й у США та Європі — мала дві виставки у Нью-Йорку (організовані Союзом Українок Америки) та одну в Мюнхені. У США виставлялася «дистанційно», надсилаючи туди полотна з Буенос-Айреса. Особисто відвідала Канаду і США щойно після смерті чоловіка, щоб розпродати майже всі останні картини і зібрати фонди на видання монографії «Борис Крюков» (Буенос-Айрес, 1971).

### Перелік виставок Ольги Гурської
Список(неповний), укладений Лідією Крюковою, донькою художниці:
- Український центральний комітет. Спілка праці українських образотворчих мистців у Львові, 1943.
- Ukrainische Kunstausstellung. Salzburg, 6. — 20.10.1946.
- Професійне Товариство Образотворчих Мистців Австрії, Крайове Об'єднання Горішньої Австрії, Лінц. — 29.8-18.9.1947.
- Ґалерія Мюллер, Буенос-Айрес. — 23.8-4.9.1954 (індивідуальна).
- Ґалерія Мюллер, Буенос-Айрес. — 5-17.9.1955 (індивідуальна).
- Ґалерія Ван-Рієль, Буенос-Айрес. — Жовтень 1956 (індивідуальна).
- Мистецький Сальон «Готель Провінсіяль», Мар-дель-Плята, під патронатом Міністерства господарства й економіки (Адміністрація туризму і парків). — 15-24.4.1957 (індивідуальна).
- Т-во Просвіта, Буенос-Айрес. — 6-20.9.1958.
- Весняний Сальон Образотворчого Мистецтва, Об'єднана Виставка Український Мистців в Аргентині, Сальон «Просвіта», Буенос-Айрес. — 3-20.10.1959.
- Об'єднання Мистців-Українців в Америці, Відділ у Нью-Йорку, Літературно-Мистецький Клюб, Нью-Йорк. — 2-16.5.1965.
- Міська Рада Буенос-Айресу, Заля виставок, Буенос-Айрес. — 1965.
- Союз українок Америки, Відділ 64, Нью-Йорк. — 20.10-3.11.1968.
- Alvear Palace Hotel, Буенос-Айрес. — 23.5-13.6.1967 (індивідуальна).
- Союз Українок Америки, Нью-Йорк, XVI Мистецька виставка жіночої творчости. — 19-26.11.1972.
- Світова федерація українських жіночих організацій, Виставка образотворчих мистців в розсіянні, Філядельфія. — 24.11-3.12.1972.
- Haus der Begegnung, Мюнхен — 15.11.1972.